# Цисова (Сілезьке воєводство)
Цисова (пол. Cisowa) — село в Польщі, у гміні Пілиця Заверцянського повіту Сілезького воєводства.
Населення — 199 осіб (2011).
У 1975-1998 роках село належало до Катовицького воєводства.

## Демографія
Демографічна структура станом на 31 березня 2011 року:
|          | Загалом | Допрацездатний вік | Працездатний вік | Постпрацездатний вік |
| -------- | ------- | ------------------ | ---------------- | -------------------- |
| Чоловіки | 105     | 16                 | 76               | 13                   |
| Жінки    | 94      | 17                 | 52               | 25                   |
| Разом    | 199     | 33                 | 128              | 38                   |